# Oberonia anamalayana
Oberonia anamalayana är en orkidéart som beskrevs av J. Joseph. Oberonia anamalayana ingår i släktet Oberonia och familjen orkidéer. Inga underarter finns listade i Catalogue of Life.